# اونی برنهوفت
اونی برنهوفت (انگلیسی: Unni Bernhoft؛ زادهٔ ۴ مارس ۱۹۳۳) هنرپیشه، بازیگر سینما، و خواننده اهل نروژ است.